# Ville Larinto

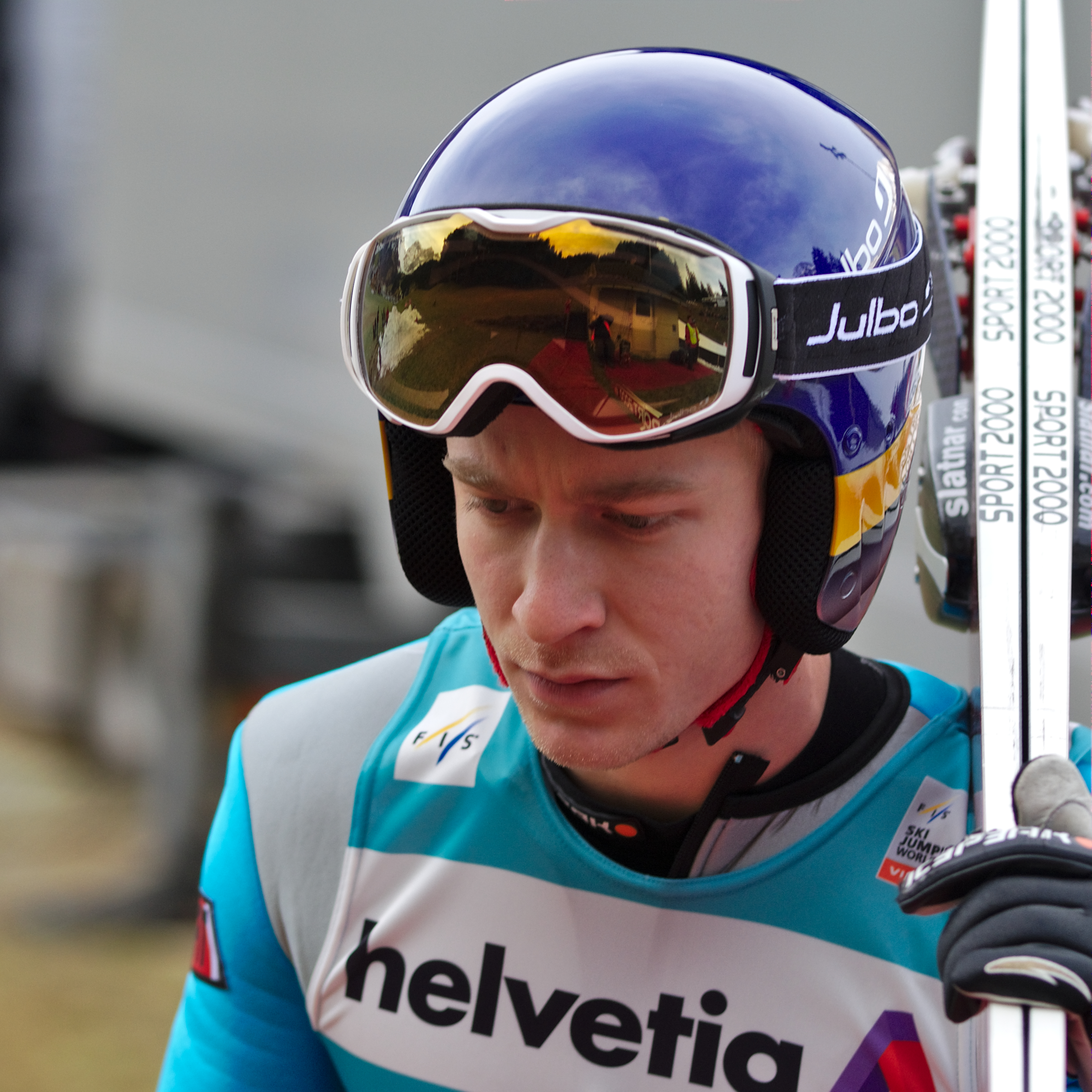
Ville Larinto 2014-ben

Ville Larinto (Lahti, 1990. április 11. –) finn síugró. Finn bajnok és világkupa győztes.

## Sportpályafutása
2007-08-ban debütált a síugró világkupában, Kuusamóban, 2007 december 1-jén, itt a 36. lett. Első pontjait 2007 december 30-án, a négysáncverseny első állomásán, Oberstdorfban szerezte, ahol a 29. helyezést érte el. 
Az igazi áttörést azonban a 2008-09-es szezon hozta. Larinto a 9. lett Kuusamonál, majd egy héttel később másodikként végzett Gregor Schlierenzauer mögött Trondheimben, Norvégiában.
2010-ben megnyerte a finn bajnokságot Rovaniemiben. Ugyanebben az évben szintén a hazájában Kuopióban rendezett síugrók világkupa-sorozatán mindössze egytizeddel megelőzte honfitársát Matti Hautamäkit és első lett.